# Стен
Стен (русское обозначение: сн; международное: sn; от греч. σθένος — сила) — единица измерения силы в системе единиц МТС, применявшейся в СССР с 1933 по 1955 годы.
1 стен равен силе, которая, воздействуя на массу в 1 тонну, сообщает ей ускорение 1 м/с².
1 стен = 1 т·м/с² = 103 Н = 108 дин.